# Raalte
Raalte este o comună și o localitate în provincia Overijssel, Țările de Jos. 

## Localități componente
Raalte, Heino, Heeten, Luttenberg, Broekland, Nieuw-Heeten, Mariënheem, Laag Zuthem, Lierderholthuis.